# Aaron Mooy
Aaron Frank Mooy (Sídney, 15 de septiembre de 1990) es un exfutbolista australiano que jugaba de centrocampista y su último equipo fue el Celtic F. C. de Escocia.

## Trayectoria
El 5 de julio de 2016 se confirmó el fichaje de este jugador al Huddersfield Town, ya que el Manchester City y el Huddersfield Town llegaron a un acuerdo para que el jugador jugara una temporada a préstamo en el equipo de la ciudad de Huddersfield.
El 30 de junio de 2016 se confirmó el fichaje de este jugador al Manchester City, ya que su exequipo era filial del primero.

## Selección nacional
Fue internacional con la selección de fútbol de Australia en 57 ocasiones.

### Participaciones en Copas del Mundo
| Mundial                               | Sede   | Resultado        |
| ------------------------------------- | ------ | ---------------- |
| Copa Mundial de Fútbol Sub-20 de 2009 | Egipto | Primera fase     |
| Copa Mundial de Fútbol de 2018        | Rusia  | Primera fase     |
| Copa Mundial de Fútbol de 2022        | Catar  | Octavos de final |

## Clubes
| Club                                  | País       | Año       |
| ------------------------------------- | ---------- | --------- |
| St. Mirren F. C.                      | Escocia    | 2010-2012 |
| Western Sydney Wanderers F. C.        | Australia  | 2012-2014 |
| Melbourne City F. C.                  | Australia  | 2014-2016 |
| Manchester City F. C.                 | Inglaterra | 2016-2017 |
| Huddersfield Town A. F. C. (cedido)   | Inglaterra | 2016-2017 |
| Huddersfield Town A. F. C.            | Inglaterra | 2017-2020 |
| Brighton & Hove Albion F. C. (cedido) | Inglaterra | 2019-2020 |
| Brighton & Hove Albion F. C.          | Inglaterra | 2020      |
| Shanghái Port                         | China      | 2020-2022 |
| Celtic F. C.                          | Escocia    | 2022-2023 |

## Palmarés

### Campeonatos nacionales
| Título                     | Club         | País    | Año     |
| -------------------------- | ------------ | ------- | ------- |
| Copa de la Liga de Escocia | Celtic F. C. | Escocia | 2022-23 |
| Scottish Premiership       | Celtic F. C. | Escocia | 2022-23 |
| Copa de Escocia            | Celtic F. C. | Escocia | 2022-23 |